# Yingtan
Yingtan (en chino, 鹰潭市; pinyin, Yīngtán shì; literalmente, ‘estanque del águila’) es una ciudad-prefectura en la provincia de Jiangxi, República Popular de China. Limita al norte con Jingdezhen, al sur con Sanming, al oeste con Fuzhou y al este con Shangrao. Su área es de 3559 km² y su población total para 2020 superó el 1,1 millón de habitantes.
Cerca de la ciudad de Yingtan está la zona turística Longshuan (龙虎山; Lónghǔ Shan), que se piensa es el lugar de nacimiento del taoísmo (道教) y por lo tanto tiene un gran valor simbólico para los taoístas. La región cuenta con muchos templos del taoísmo.

## Administración
Desde 2022 la ciudad-prefectura de Yingtan está conformada por 3 localidades que se administran en 2 distritos urbanos y 1 ciudad suburbana.
- Distrito Yuehu (月湖区)
- Distrito Yujiang (余江区)
- Municipio Guixi (贵溪市)

## Geografía
La ciudad de Yingtan está ubicada en la zona de transición entre las montañas Wuyi y la llanura del lago Poyang, el terreno es más alto en el sureste y más bajo en el noroeste. El terreno se puede dividir en la zona alta de montaña en el sureste, la zona de colinas media-alta en el norte, la zona de colinas media-baja en el oeste y la zona de la cuenca de Guixi en la parte central. El pico más alto del territorio llega hasta los 1540,9 m s. n. m., mientas el punto más bajo se encuentra en el valle del río Xinjiang a 16 metros.

## Clima
La ciudad de Yingtan tiene un clima monzónico húmedo subtropical con abundantes lluvias, suficiente luz, un largo período sin heladas y cuatro estaciones distintas: la temperatura promedio es de 18 °C, la temperatura mínima extrema es de -9,3 °C y la temperatura máxima extrema es de 41,0 °C, la precipitación media anual es de 1750 mm,l período libre de heladas dura 262 días, el promedio anual de horas de sol es de 1749,9 horas.
| Parámetros climáticos promedio de Yingtan (1998–2020 estándar, extremas 1981–2010) | Parámetros climáticos promedio de Yingtan (1998–2020 estándar, extremas 1981–2010) | Parámetros climáticos promedio de Yingtan (1998–2020 estándar, extremas 1981–2010) | Parámetros climáticos promedio de Yingtan (1998–2020 estándar, extremas 1981–2010) | Parámetros climáticos promedio de Yingtan (1998–2020 estándar, extremas 1981–2010) | Parámetros climáticos promedio de Yingtan (1998–2020 estándar, extremas 1981–2010) | Parámetros climáticos promedio de Yingtan (1998–2020 estándar, extremas 1981–2010) | Parámetros climáticos promedio de Yingtan (1998–2020 estándar, extremas 1981–2010) | Parámetros climáticos promedio de Yingtan (1998–2020 estándar, extremas 1981–2010) | Parámetros climáticos promedio de Yingtan (1998–2020 estándar, extremas 1981–2010) | Parámetros climáticos promedio de Yingtan (1998–2020 estándar, extremas 1981–2010) | Parámetros climáticos promedio de Yingtan (1998–2020 estándar, extremas 1981–2010) | Parámetros climáticos promedio de Yingtan (1998–2020 estándar, extremas 1981–2010) | Parámetros climáticos promedio de Yingtan (1998–2020 estándar, extremas 1981–2010) |
| Mes                                                                                | Ene.                                                                               | Feb.                                                                               | Mar.                                                                               | Abr.                                                                               | May.                                                                               | Jun.                                                                               | Jul.                                                                               | Ago.                                                                               | Sep.                                                                               | Oct.                                                                               | Nov.                                                                               | Dic.                                                                               | Anual                                                                              |
| ---------------------------------------------------------------------------------- | ---------------------------------------------------------------------------------- | ---------------------------------------------------------------------------------- | ---------------------------------------------------------------------------------- | ---------------------------------------------------------------------------------- | ---------------------------------------------------------------------------------- | ---------------------------------------------------------------------------------- | ---------------------------------------------------------------------------------- | ---------------------------------------------------------------------------------- | ---------------------------------------------------------------------------------- | ---------------------------------------------------------------------------------- | ---------------------------------------------------------------------------------- | ---------------------------------------------------------------------------------- | ---------------------------------------------------------------------------------- |
| Temp. máx. abs. (°C)                                                               | 25.1                                                                               | 30.1                                                                               | 34.8                                                                               | 35.3                                                                               | 36.5                                                                               | 38.1                                                                               | 40.1                                                                               | 40.4                                                                               | 38.1                                                                               | 37.6                                                                               | 32.8                                                                               | 24.3                                                                               | '                                                                                  |
| Temp. máx. media (°C)                                                              | 10.3                                                                               | 13.6                                                                               | 17.7                                                                               | 24.1                                                                               | 28.4                                                                               | 30.8                                                                               | 35.0                                                                               | 34.4                                                                               | 30.8                                                                               | 25.8                                                                               | 19.4                                                                               | 13.0                                                                               | 23.6                                                                               |
| Temp. media (°C)                                                                   | 6.6                                                                                | 9.2                                                                                | 13.1                                                                               | 19.0                                                                               | 23.6                                                                               | 26.4                                                                               | 30.1                                                                               | 29.4                                                                               | 25.9                                                                               | 20.7                                                                               | 14.6                                                                               | 8.4                                                                                | 18.9                                                                               |
| Temp. mín. media (°C)                                                              | 4.0                                                                                | 6.2                                                                                | 9.8                                                                                | 15.2                                                                               | 20.0                                                                               | 23.3                                                                               | 26.3                                                                               | 25.7                                                                               | 22.3                                                                               | 17.1                                                                               | 11.2                                                                               | 5.2                                                                                | 15.5                                                                               |
| Temp. mín. abs. (°C)                                                               | -4.8                                                                               | -3.5                                                                               | -1.6                                                                               | 6.0                                                                                | 10.4                                                                               | 15.6                                                                               | 20.1                                                                               | 20.3                                                                               | 14.6                                                                               | 4.3                                                                                | 0.6                                                                                | -4.8                                                                               | '                                                                                  |
| Precipitación total (mm)                                                           | 94.4                                                                               | 119.6                                                                              | 206.0                                                                              | 236.3                                                                              | 264.7                                                                              | 404.3                                                                              | 177.0                                                                              | 146.8                                                                              | 83.8                                                                               | 54.5                                                                               | 113.3                                                                              | 72.7                                                                               | 1973.4                                                                             |
| Días de precipitaciones (≥ 0.1 mm)                                                 | 14.5                                                                               | 14.2                                                                               | 17.9                                                                               | 16.7                                                                               | 16.2                                                                               | 16.9                                                                               | 10.7                                                                               | 11.8                                                                               | 8.8                                                                                | 7.7                                                                                | 10.9                                                                               | 10.7                                                                               | 157                                                                                |
| Días de nevadas (≥ 1 mm)                                                           | 1.8                                                                                | 1.4                                                                                | 0.2                                                                                | 0                                                                                  | 0                                                                                  | 0                                                                                  | 0                                                                                  | 0                                                                                  | 0                                                                                  | 0                                                                                  | 0.1                                                                                | 0.7                                                                                | 4.2                                                                                |
| Horas de sol                                                                       | 76.5                                                                               | 81.1                                                                               | 97.0                                                                               | 127.8                                                                              | 144.6                                                                              | 130.3                                                                              | 232.8                                                                              | 212.8                                                                              | 176.4                                                                              | 156.0                                                                              | 124.0                                                                              | 118.6                                                                              | 1677.9                                                                             |
| Humedad relativa (%)                                                               | 79                                                                                 | 78                                                                                 | 78                                                                                 | 76                                                                                 | 76                                                                                 | 79                                                                                 | 71                                                                                 | 74                                                                                 | 74                                                                                 | 72                                                                                 | 77                                                                                 | 75                                                                                 | 75.8                                                                               |
| Fuente: Administración Meteorológica de China                                      |                                                                                    |                                                                                    |                                                                                    |                                                                                    |                                                                                    |                                                                                    |                                                                                    |                                                                                    |                                                                                    |                                                                                    |                                                                                    |                                                                                    |                                                                                    |